# Ignazio Nasalli-Ratti
Ignazio Nasalli-Ratti, italijanski rimskokatoliški duhovnik duhovnik, škof in kardinal, * 7. oktober 1750, Parma, † 2. december 1831, Rim.

## Življenjepis
24. septembra 1774 je prejel duhovniško posvečenje.
17. decembra 1819 je bil imenovan za naslovnega nadškofa Cyrrhusa in 19. decembra istega leta je prejel škofovsko posvečenje.
21. januarja 1820 je bil imenovan za apostolskega nuncija v Švici.
25. junija 1827 je bil povzdignjen v kardinala in ustoličen kot kardinal-duhovnik S. Agnese fuori le mura.